# Aron hakodesj

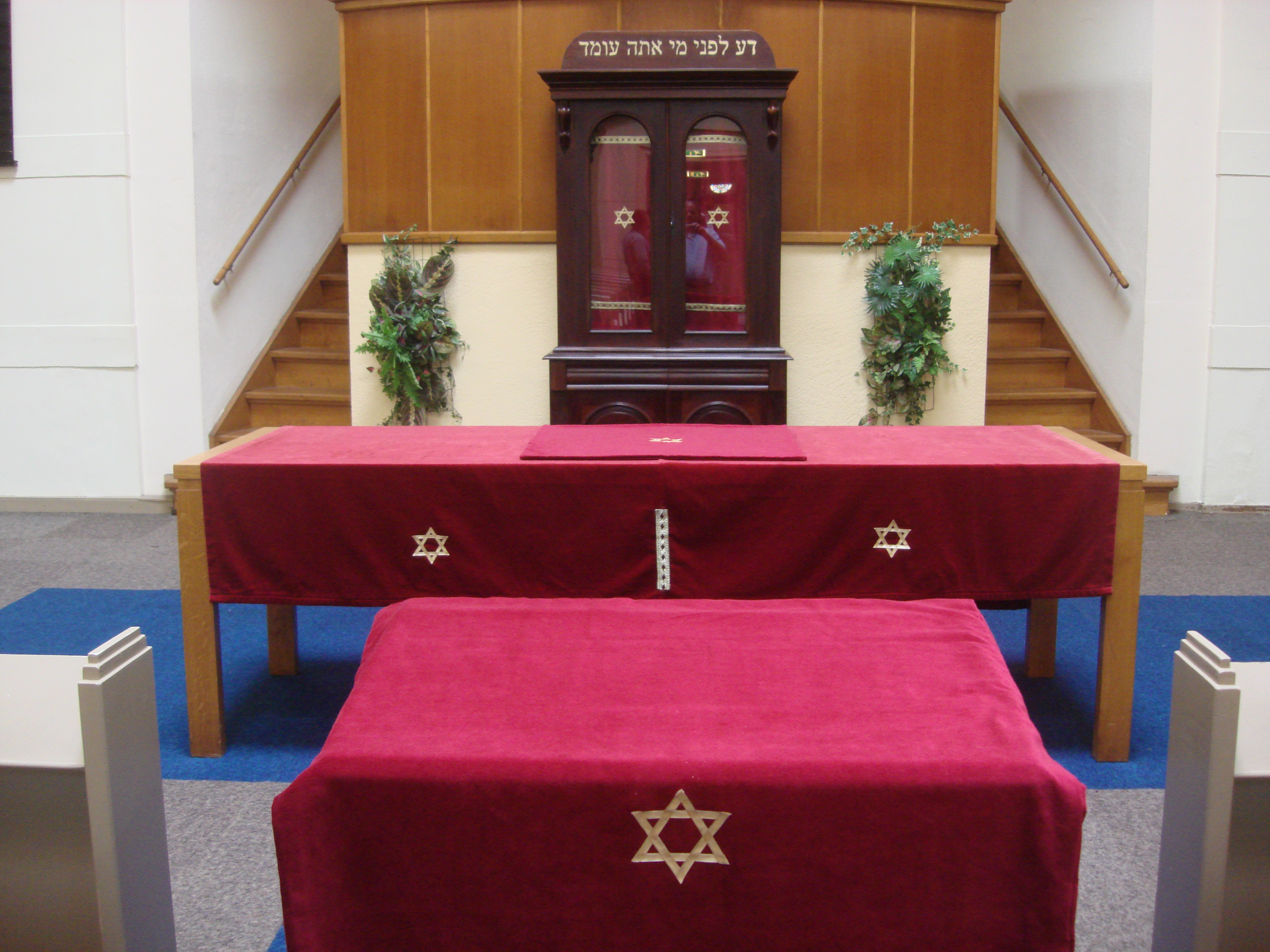
Op de achtergrond de aron hakodesj van de Joodse gemeente Beth Shoshanna in de Grote Synagoge van Deventer. Bovenop staat de Hebreeuwse tekst דע לפני מי אתה עומד (Da lifné mi ata omed), "weet voor wie je staat". Het parochet (gordijn/voorhang) is duidelijk zichtbaar. Op de voorgrond de amoed (lessenaar) van de chazan (voorzanger) en de leestafel waar de Thorarol op wordt gelegd tijdens de Thoralezing.

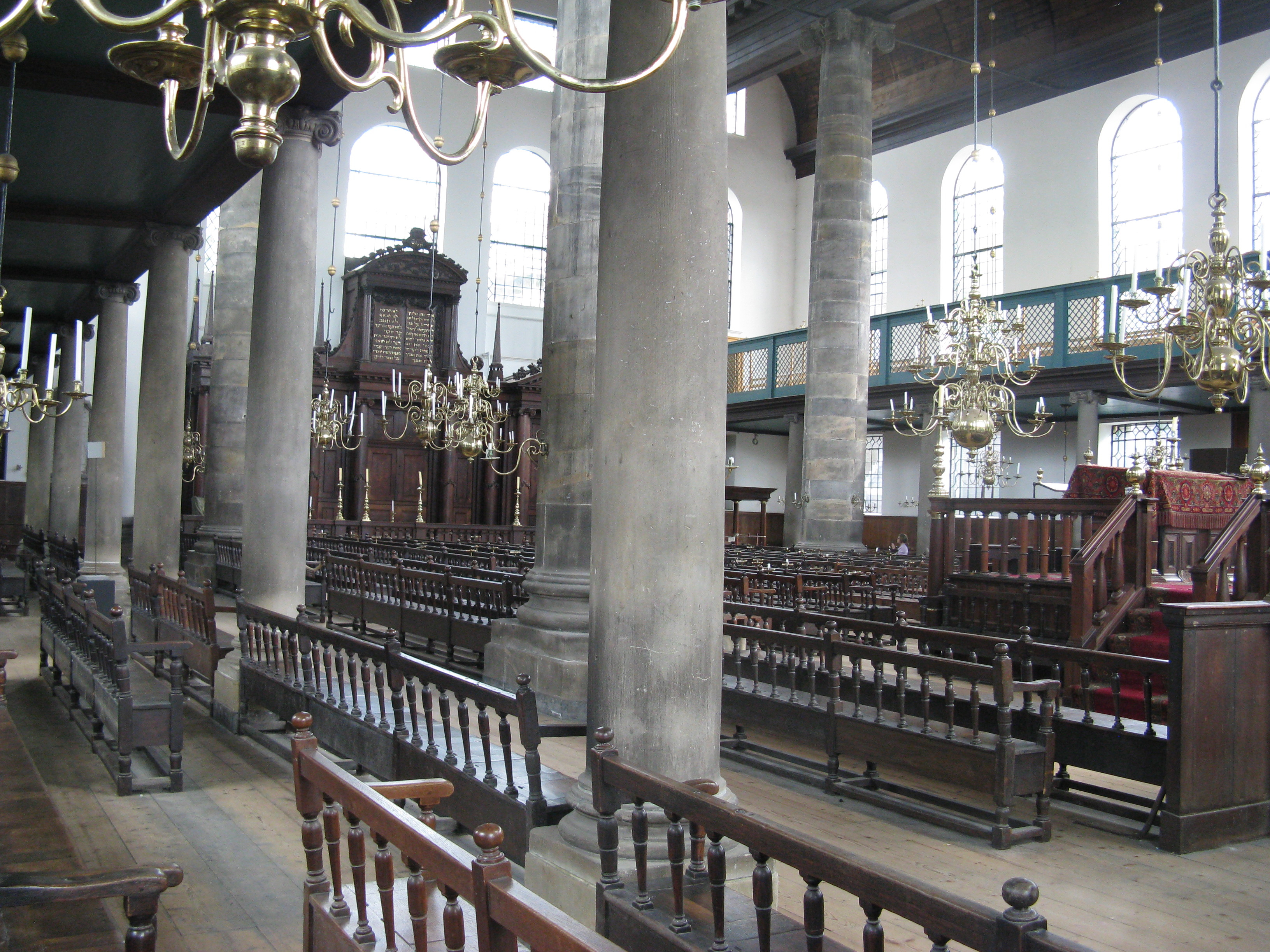
De Portugees-Israëlietische Synagoge in Amsterdam. Achterin staat de aron hakodesj.

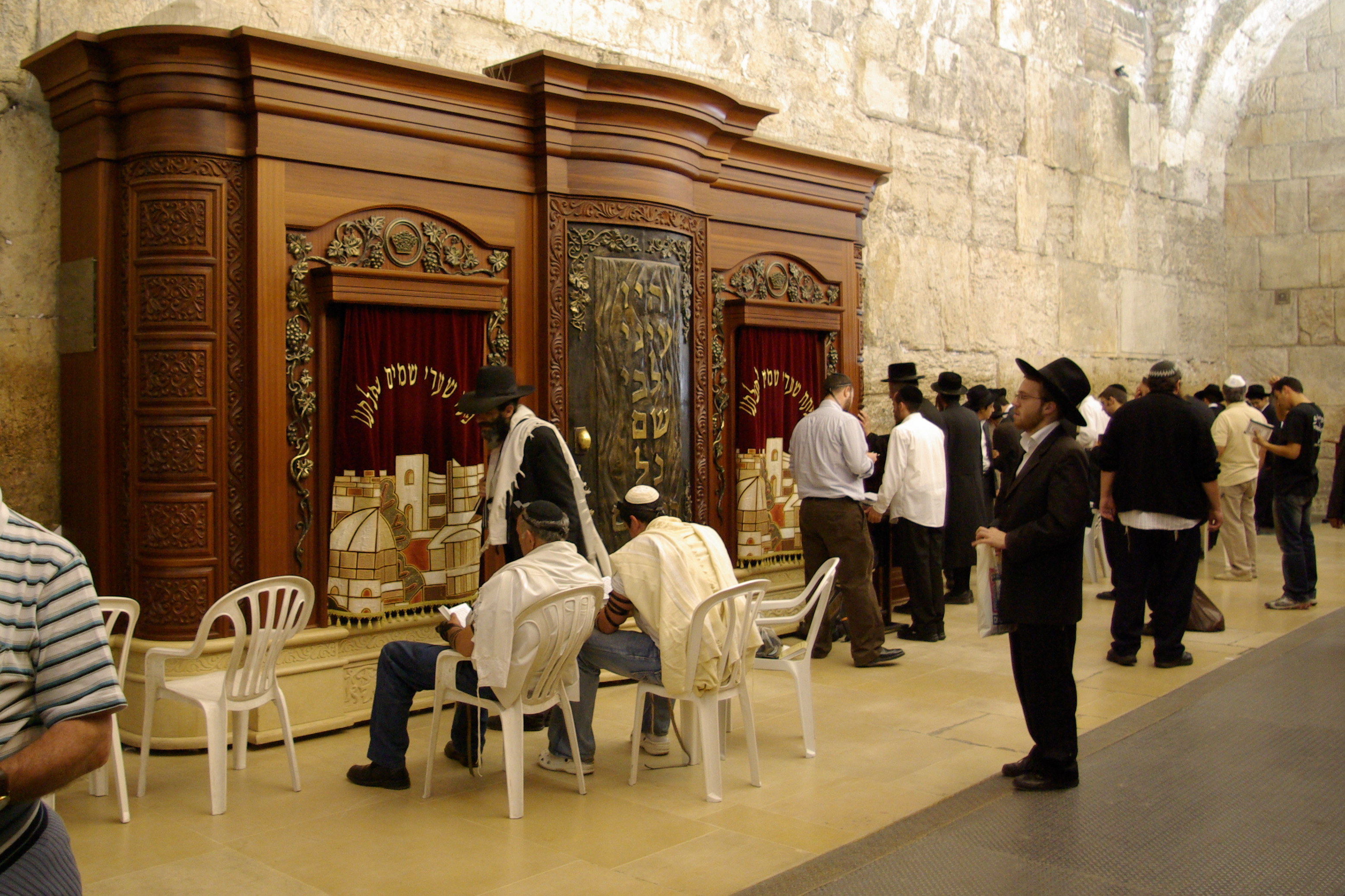
Aron hakodesj bij de Klaagmuur in Jeruzalem

De aron hakodesj of aron ha-kodesj (Hebreeuws: אָרוֹן הָקׄדֶש, "heilige ark"), ook wel kortweg aron of Heilige Arke genoemd, is de kast of nis in een synagoge (sjoel) waarin de Thorarollen bewaard worden.
De benaming aron hakodesj refereert aan de Ark van het Verbond, die in het Heilige der Heiligen in het Tabernakel en de Joodse tempel in Jeruzalem stond. Onder Sefardische Joden wordt ook wel de benaming hekhál of hechal gebruikt, een verwijzing naar het binnenste gedeelte van de tempel in Jeruzalem, dat onder andere het Heilige der Heiligen bevatte.
De traditie is zeer oud. De 3e-eeuwse Synagoge van Dura Europos, beschouwd als de oudste bewaard gebleven synagoge ter wereld, had al een aron hakodesj. In sommige oudere synagoges, zoals de 5e-eeuwse synagoge in de Perzische stad Susia, werden de Thorarollen niet in de aron hakodesj bewaard maar in een aparte kamer naast de synagoge.

## Beschrijving
De aron hakodesj bevindt zich tegen of in de muur van de synagoge die zich het dichtst bij Jeruzalem bevindt, in de praktijk meestal de oostelijke muur. Soms wordt uit praktische overwegingen de kast tegen een andere muur gezet. De gemeente bidt in de richting van de aron hakodesj, dat wil zeggen symbolisch richting Jeruzalem, tenzij deze zich niet in de richting van Jeruzalem bevindt. In dat geval draait men zich naar Jeruzalem, niet naar de aron hakodesj, om te bidden.
Vaak staat de aron hakodesj op een kleine verhoging, een opstapje van enkele treden. Als de Thorarollen aan het begin van de dienst door de rabbijn en chazan (voorganger) uit de aron hakodesj gehaald worden, moeten zij de treden beklimmen als ware het de berg Sinaï, waar in het Joodse geloof Mozes de Thora ontving. Het openen van de deuren van de aron hakodesj wordt gezien als een eretaak. Nadat de Thorarollen uit de aron hakodesj zijn gehaald, worden ze in een kleine optocht naar de bima gebracht. Aan het einde van de dienst worden de Thorarollen weer in de aron hakodesj geplaatst en de deuren gesloten.
Voor de Thorarollen in de aron hakodesj hangt vaak een gordijn of voorhang, het parochet. Daarachter zijn meestal nog deuren. In veel synagoges wordt tijdens de Hoge Feestdagen (Rosj Hasjana en Jom Kipoer) het gordijn vervangen met een speciaal voorhang, vaak wit. Voor of rechts van de aron hakodesj staat de amoed, de lessenaar van de chazan. Op een aron hakodesj staat vaak de tekst דע לפני מי אתה עומד, "Da lifné mi ata omed", dat "Weet voor wie je staat" betekent.